# Magistratura italiana

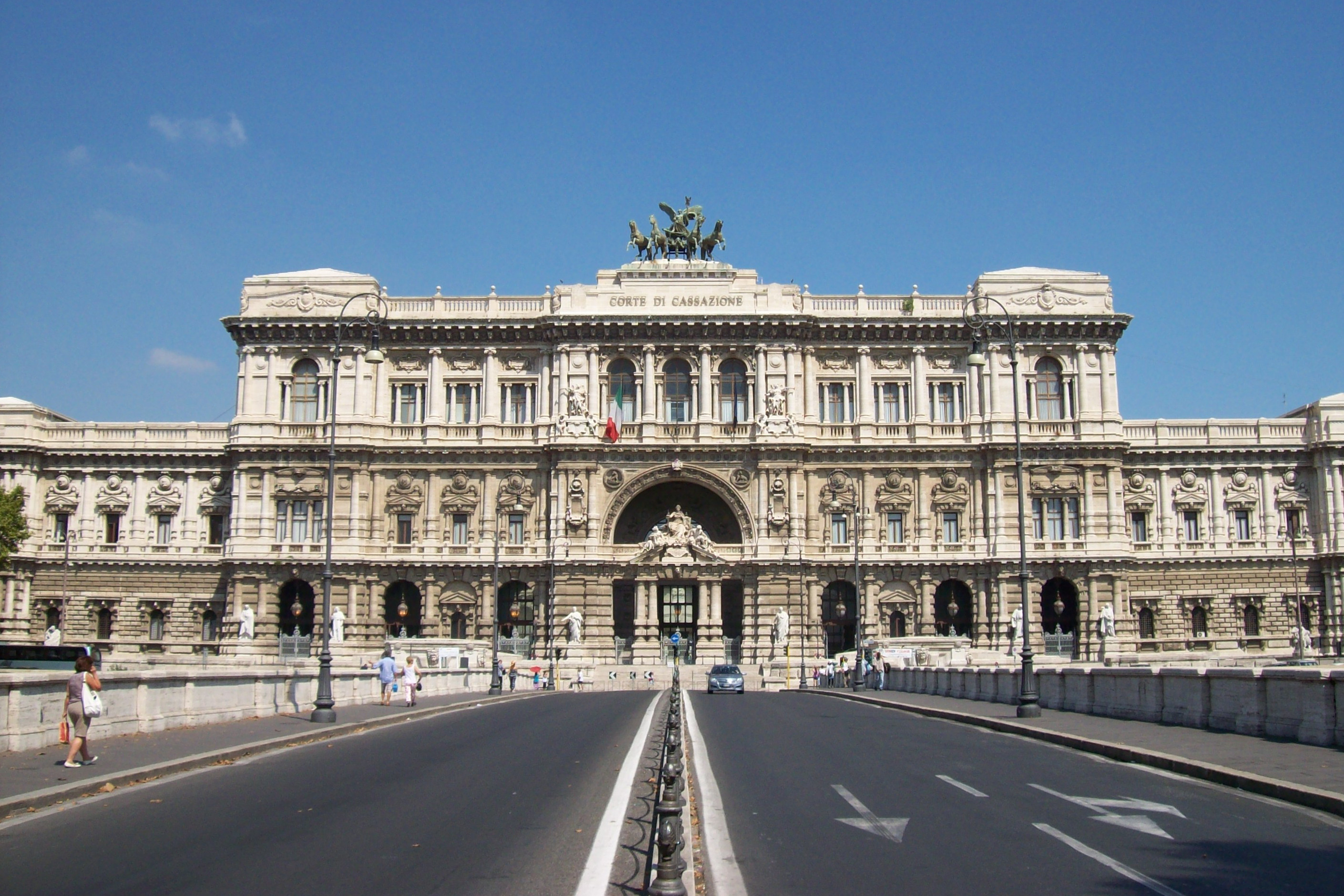
La sede della Corte Suprema di Cassazione

La magistratura italiana designa il complesso degli organi istituzionali dotati di funzioni giurisdizionali nella Repubblica Italiana, nonché depositari del potere giudiziario.
In suo seno, si distingue la magistratura ordinaria, competente in ambito civile e penale, dalla magistratura speciale, compentente in ambito amministrativo, contabile e fiscale, quali circuiti giurisdizionali costituzionalmente autonomi. Dispone di un proprio organo indipendente di autogoverno, ("Consiglio Superiore della Magistratura" e "Consiglio della magistratura militare) e di un organo di rappresentanza apolitico, l'"Associazione nazionale magistrati".

## Storia
In seguito all'unità d'Italia la disciplina in materia contemplata dalla legge 23 ottobre 1859 n. 3702 venne estesa al neonato Regno d'Italia; il primo nuovo testo legislativo disciplinante l'ordinamento giudiziario italiano fu il Regio Decreto 6 dicembre 1865, n. 2626, in baseia prevista solo per i magistrati che esercitavano funzione giudicante e non a quelli con funzione di pubblico ministero, posti invece alle dirette dipendenze del ministro della Giustizia.
Con la presa al potere del fascismo, si ebbe l’affermazione del Guardasigilli Alfredo Rocco che la magistratura «non deve far politica di nessun genere; non vogliamo che faccia politica governativa o fascista, ma esigiamo fermamente che non faccia politica antigovernativa o antifascista». Il percorso di fascistizzazione della categoria si concluse nel 1939, quando i più alti magistrati del Regno – come ricorda Piero Calamandrei – si radunarono in divisa a Palazzo Venezia, compiacendosi di fronte al riconoscimento del Ministro di avere finanche superato «i limiti formali della norma giuridica» per «obbedire», quando si era trattato di difendere i valori della Rivoluzione, «allo spirito e alla sostanza rinnovatrice della legge», applaudendo ripetutamente le parole del duce e lasciando quindi la sala «al canto di inni della Rivoluzione».
L'ordinamento giudiziario venne disciplinato in modo organico dal R.D. 30 gennaio 1941 n. 12, testo rimasto in vigore anche con la nascita della Repubblica nel secondo dopoguerra. La legge 9 febbraio 1963, n. 66 consentì alle donne di partecipare ai concorsi per l'accesso alla magistratura. Il regio decreto 30 gennaio 1941 ha subito svariate modifiche nel corso del tempo, tra le quali si annoverano la riorganizzazione introdotta dalla legge 25 luglio 2005, n. 150 o dalla legge 30 luglio 2007, n. 111; successivamente, altri interventi normativi (ad esempio, la legge 14 settembre 2011, n. 148 sulla ridefinizione della geografia giudiziaria e la legge 27 maggio 2015, n. 18 sulla responsabilità civile del magistrato) hanno ulteriormente aggiornato l’ordinamento giudiziario, incidendo su competenze, ruoli e organizzazione della magistratura.

## Princìpi costituzionali
La Costituzione della Repubblica Italiana delinea i princìpi fondamentali sui quali si fonda il sistema giudiziario in Italia. Tali princìpi sono puntualmente integrati da leggi costituzionali nonché dalla legge ordinaria.

### Indipendenza
In virtù dell'Articolo 104 della Costituzione della Repubblica Italiana, il potere giudiziario è uno dei tre poteri indipendenti dello Stato, incaricato di interpretare e applicare le leggi della Repubblica Italiana. L'Articolo 101 rafforza questa autonomia, disponendo che i giudici siano soggetti alla sola legge. In base a tale disposizione, il processo decisionale di ogni magistrato giudicante è isolato dagli altri poteri dello Stato, a meno che una legge o atto avente forza di legge venga adottata da questi (la cosiddetta "indipendenza esterna"). Come previsto dall'Articolo 107, comma 3, la previsione di una struttura non gerarchica tra magistrati con distinzioni basate solo sulle funzioni loro attribuite (la cosiddetta "indipendenza interna") contribuisce a tale indipendenza.
Gli uffici dei pubblico ministero sono indipendenti, non essendo soggetti né al potere legislativo, né a quello esecutivo e neppure al potere politico in generale. Il pubblico ministero dispone di un monopolio legale sull'azione penale, nonostante questi rivesta una qualche responsabilità, diretta o indiretta, nei confronti del pubblico. Tuttavia, l'esercizio dell'azione penale è obbligatorio ai sensi dell'Articolo 112, comma 1, privando il pubblico ministero di qualsivoglia potere discrezionale.
L'articolo 108 della Costituzione assicura l'indipendenza della magistratura speciale demandando alla legge l'attuazione di siffatto principio.

### Responsabilità
L'articolo 28 della Costituzione prevede la responsabilità penale, civile ed amministrativa dei funzionari pubblici e dei dipendenti per gli atti da loro compiuti in violazione dei diritti, estendendola allo Stato e agli enti pubblici coinvolti.
I magistrati italiani non sono direttamente responsabili degli atti presi nell'esercizio delle loro funzioni. In attuazione dell'Articolo 28 della Costituzione, la legge no. 117/1988 del 13 aprile 1988 consente alle vittime di presentare una richiesta in risarcimento del danno contro lo Stato qualora un magistrato abbia agito con dolo o colpa grave nell'esercizio delle sue funzioni, o abbia causato un diniego di giustizia. Qualora la responsabilità venga accettata o accertata in giudizio, lo Stato può chiedere il rimborso dei danni al magistrato interessato entro il limite di un terzo dello stipendio annuale.

### Princìpi procedurali
L'autorità giudiziaria italiana esercita sia funzione giudicante che requirente. La Costituzione articola diversi princìpi che definiscono il quadro procedurale nel panorama giurisdizionale.
L'articolo 25 impone la precostituzione del giudice a processo, garantendo che la funzione giurisdizionale venga esercitata imparzialmente. Nello stesso senso, l'articolo 102, comma 2 proibisce l'istituzione di tribunali straordinari o speciali. In virtù dell'Articolo 111, la giurisdizione deve essere attuata mediante il giusto processo, regolato dalla legge, nel contraddittorio tra le parti, in condizioni di parità, davanti a giudice terzo e imparziale.
L'autorità giudiziaria, dispone della polizia giudiziaria italiana.

## Disciplina ed organizzazione

### Attività
Una volta nominati, i magistrati sono inamovibili a meno di consentire al proprio trasferimento. L'organo di autogoverno della magistratura può disporre la rimozione coatta di un magistrato qualora ricorra uno dei motivi previsti dall'ordinamento giudiziario italiano, fatta salva ogni garanzia giuridica.
Il Consiglio Superiore della Magistratura è l'organo di autogoverno della magistratura ordinaria, con competenza esclusiva sulla disciplina e sull'organizzazione della magistratura ordinaria al fine di assicurarne l'indipendenza. Figurano tra le sue attribuzioni le nomine, le promozioni, i trasferimenti e il giudizio sulle azioni disciplinari, come previsto dall'Articolo 105 della Costituzione. Quale organo di rilievo costituzionale, esso è presieduto dal Presidente della Repubblica Italiana ma guidato effettivamente da un vice-presidente eletto tra i membri del Parlamento (detti membri laici).
La disciplina e l'organizzazione della magistratura speciale sono assicurate da tre organi d'autogoverno indipendenti. L'autogoverno della magistratura amministrativa è demandato al Consiglio di presidenza della giustizia amministrativa, istituito dalla legge 21 luglio 2000, n. 205, mentre quella della magistratura contabile e tributaria è affidata rispettivamente al Consiglio di presidenza della Corte dei conti e al Consiglio di presidenza della giustizia tributaria.

### Le corti
Le due principali corti previste dalla Costituzione italiana sono la Corte Suprema di Cassazione ed il Consiglio di Stato.
La prima opera all'interno della giurisdizione ordinaria nonché in ambito tributario, secondo i principi stabiliti dall'Articolo 111 della Costituzione, funzionando quale corte di ultima istanza nel sistema d'appello. Tale corte suprema garantisce l'esatta e uniforme applicazione della legge nelle controversie pendenti dinanzi le corti civili, penali e tributarie (la cosiddetta "funzione nomofilattica"), escluse le questioni puramente in fatto. La Corte di Cassazione possiede una competenza constituzionale specifica quanto al regolamento di giurisdizione. Nonostante essa eserciti un ruolo di coordinazione giuridica, le sentenze della Cassazione sono sprovviste di valore formalmente vincolante al di fuori della causa nella quale la corte interviene, alla luce dell'Articolo 101 della Costituzione che dispone "La giustizia è amministrata in nome del popolo. I giudici sono soggetti solo alla legge". Ciononostante, le sue sentenze sono altamente autorevoli e persuasive, sicché i principi di diritto enunciati influenzano l'interpretazione e l'applicazione del diritto allorquando, in futuro, si presentano delle questioni e dei casi simili.
Il Consiglio di Stato, un altro organo costituzionale menzionato nell'articolo 100 della Costituzione, esercita una duplice funzione. Agisce come organo consultivo del governo, assicurando la legittimità dell'azione amministrativa, nonché quale corte suprema amministrativa, proteggendo gli interesse legittimi e i diritti dei soggetti di diritto contro la pubblica amministrazione. L'Articolo 125 della Costituzione prevede l'istituzione di organi di giustizia amministrativa di primo grado, secondo l'ordinamento stabilito da legge della Repubblica, con sede nel capoluogo regionale ed, eventualmente, delle sezioni distaccate.
A queste si affincano il tribunale amministrativo regionale,  la corte d'assise e il tribunale ordinario con le relative corti d'appello, nonché le giurisdizini speciali come le corti di giustizia tributaria e il tribunale regionale delle acque pubbliche.

## Lo statuto giuridico

### Disposizioni generali
L'autorità giudiziaria italiana dispone direttamente della polizia giudiziaria; i magistrati ordinari si distinguono solo per le funzioni e sono inamovibili, ovvero non possono essere dispensati dal servizio né trasferiti presso altra sede se non previa pronuncia del Consiglio Superiore della Magistratura. Ai magistrati addetti agli uffici di istruzione nonché quelli del pubblico ministero è data possibilità di portare armi per difesa personale senza licenza.

### Le componenti
I magistrati di carriera – detti togati – si distinguono in:
- ordinari: competenza ordinaria civile e penale;
  - civili
  - penali
- amministrativi: Consiglio di Stato, Tribunali amministrativi regionali, che hanno giurisdizione per la tutela degli interessi legittimi nei confronti della Pubblica amministrazione e, in materie particolari indicate per legge (giurisdizione esclusiva), anche dei diritti soggettivi;
- contabili: Corte dei conti, competenza in materia di risarcimento del danno erariale, cagionato da chi gestisca e operi con finanze pubbliche;
- tributari: Commissioni provinciali e, per l'appello, in Commissioni regionali, competenza in materia di controversie relative a qualunque tipo di imposta o tassa.

Inoltre, l'art. 106 della Costituzione italiana stabilisce che l'ufficio di consigliere di cassazione può anche essere affidato, per meriti insigni, a docenti universitari in materie giuridiche nonché ad avvocati con almeno quindici anni di esercizio che siano iscritti negli albi per le giurisdizioni superiori.
La magistratura onoraria italiana è composta dal giudice onorario di pace, il vice procuratore onorario e il giudice onorario di tribunale. Infine e vi è la magistratura militare italiana, competenza relativa ai reati militari commessi da membri appartenenti alle forze armate italiane.

### La responsabilità
I magistrati rispondono penalmente, civilmente e disciplinarmente delle azioni da loro commesse a danno dei cittadini nell'esercizio delle loro funzioni; il principio della responsabilità civile dei magistrati ha il suo fondamento nell'art. 28 della Costituzione, secondo cui i funzionari e i dipendenti dello Stato e degli enti pubblici sono direttamente responsabili, secondo le leggi penali, civili e amministrative, degli atti compiuti in violazione di diritti.  In tali casi da essa si estende allo Stato e agli enti pubblici. Secondo il codice di procedura civile italiano del 1942, la responsabilità era limitata solo al caso di dolo o colpa grave del magistrato, in tema è successivamente intervenuta la legge 13 aprile 1988, n. 117 che disciplinò il risarcimento dei danni cagionati nell'esercizio delle funzioni giudiziarie e la responsabilità civile; la magistratura ha però contestato l'applicabilità di questa norma, rivendicando la prevalenza del principio di indipendenza in quanto ritenuta discutibile ai sensi dell'articolo 15 delle disposizioni sulla legge in generale.
Dopo una prima sentenza sul caso Traghetti del Mediterraneo, la Corte di giustizia dell'Unione europea ha emanato in proposito la sentenza del 24 novembre 2011: con essa, pur non entrando nel merito della responsabilità del magistrato dato che in Italia vige la responsabilità indiretta, ha ritenuto troppo limitativa la necessità della sussistenza della "colpa grave" per poter ottenere risarcimento, evidenziando la necessità di un requisito meno stringente quale la "manifesta violazione del diritto", che è il requisito richiesto dal diritto europeo. In attesa quindi di una riforma della legge Vassalli, si potrà far valere la "violazione manifesta del diritto" soltanto nell'applicazione del diritto europeo, e non invece in quello nazionale per il quale continuerà a sussistere la "colpa grave" come requisito minimo.
Con la legge 27 febbraio 2015, n. 18 si è provveduto a modificare la legge del 1988 eliminando, tra l'altro, l'udienza-filtro. Ad un anno dalla sua entrata in vigore, il segretario di Magistratura democratica Anna Canepa ha in proposito dichiarato: "si tratta di una legge che abbiamo combattuto e che continuiamo a ritenere sbagliata. Ma è giusto anche dire che all'atto pratico non si sta rivelando così disastrosa".

## Personale

### Reclutamento
L'accesso alla magistratura presuppone di sostenere con successo un concorso pubblico, sia per quanto concerne i magistrati ordinari e speciali (detti anche togati) sia per l'accesso alla magistratura onoraria, poiché l'articolo 106 della Costituzione dispone che "le nomine dei magistrati hanno luogo per concorso". Tale concorso è indetto dal Ministero della Giustizia. Ciononostante, la Costituzione consente la nomina, anche elettiva, di magistrati onorari per tutte le funzioni attribuite a singoli giudici (i.e., le funzioni monocratiche). Ai sensi della stessa disposizione, i professori universitari nelle discipline giuridiche o gli avvocati iscritti all'albo professionale da almeno quindici anni e patrocinanti in cassazione possono essere chiamati dal Consiglio Superiore della Magistratura a svolgere le funzioni di consigliere di cassazione.
Il regio decreto 30 gennaio 1941, n. 12, poi modificato dall'art. 2 del d.lgs. 5 aprile 2006, n. 160 prevedeva che per la partecipazione al concorso fosse richiesto oltre al diploma di laurea in giurisprudenza, il titolo di avvocato con un'iscrizione all'albo di almeno cinque anni nonché, senza essere incorsi in sanzioni disciplinari. In base alla legge, altri requisiti d'accesso validi erano il conseguimento del diploma di specializzazione rilasciato da una Scuola di specializzazione per le professioni legali; il conseguimento di un dottorato di ricerca in materie giuridiche, ovvero un diploma di specializzazione presso Scuole di perfezionamento post lauream; la docenza universitaria in materie giuridiche; l'appartenenza alla magistratura onoraria per almeno 6 anni senza demerito.
I requisiti per l'accesso al concorso per l'ingresso nella magistratura ordinaria sono attualmente dettate dal decreto legge 23 settembre 2022, n. 144 convertito, con modificazioni, dalla legge 17 novembre 2022, n. 175, prevedendo come titolo richiesto il solo diploma di laurea in giurisprudenza. Fermo restando il requisito del titolo di studio richiesto, al concorso possono inoltre partecipare i dipendenti della pubblica amministrazione italiana con qualifica dirigenziale o appartenenza ad una delle posizioni corrispondenti alla categoria C (secondo quanto previsto dal comparto di appartenenza), con almeno cinque anni di anzianità nella qualifica, ed in assenza di sanzioni disciplinari; lo svolgimento di un tirocinio professionale di durata pari a diciotto mesi presso un tribunale o procura della Repubblica; infine, lo svolgimento del tirocinio professionale, ai fini dell'accesso all'esame di Stato, di durata pari a diciotto mesi presso l’Avvocatura dello Stato. I magistrati amministrativi e contabili, nonché i procuratori dello Stato, erano ugualmente ammessi a sostenere il concorso.
Il concorso si articola in una fase d'esame per iscritto ed una fase orale. La prima fase presuppone tre prove scritte di durata pari ad otto ore ciascuna, vertenti rispettivamente sul diritto civile, sul diritto penale e sul diritto amministrativo. Alla fase orale accedono soltanto coloro che siano stati giudicati idonei in ogni prova scritta con votazione almeno pari a 12/20. La prova orale sottende un colloquio con la commissione d'esame sulle seguenti materie:
- diritto romano;
- diritto civile;
- procedura civile;
- diritto penale;
- diritto amministrativo;
- diritto costituzionale;
- diritto tributario;
- diritto commerciale;
- diritto fallimentare italiano;
- diritto del lavoro;
- diritto della previdenza sociale;
- diritto comunitario;
- diritto internazionale pubblico e diritto internazionale privato;
- elementi di informatica giuridica e di ordinamento giudiziario italiano;
- colloquio su una lingua straniera, indicata dal candidato all’atto della domanda di partecipazione al concorso, scelta fra: inglese, spagnolo, francese o tedesco.

Coloro che superano le fasi scritta ed orale possono acquisire la qualifica di magistrato ordinario in tirocinio (abbreviato quale M.O.T.) nei limiti dei posti messi a bando. La dichiarazione di non idoneità alla fase scritta od orale concorre ai fini del limite di partecipazione previsto dalla legge. Coloro che siano stati dichiarati non idonei tre volte prima della data di scadenza del termine per la presentazione della domanda al concorso non sono più ammissibili ad ulteriori selezioni concorsuali.

### Formazione e aggiornamento

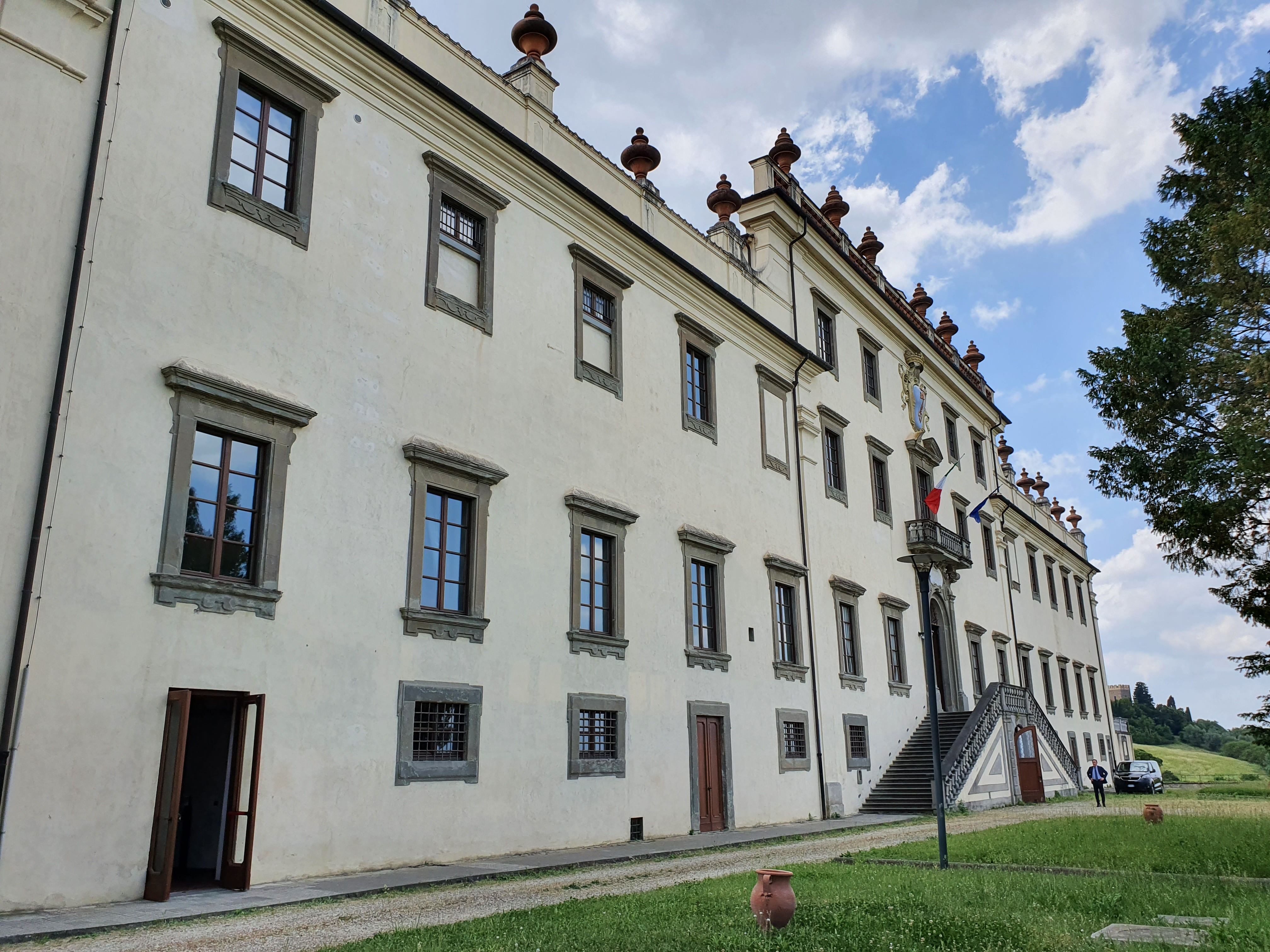
Villa Castel Pulci (Scandicci), sede della Scuola superiore della magistratura

I magistrati ordinari devono seguire le seguenti attività formative:
- "formazione iniziale" (per i magistrati in tirocinio);
- "formazione permanente" per i magistrati togati (attuata in sede nazionale e in sede locale)
- formazione per i dirigenti degli uffici;
- "formazione permanente" per i magistrati onorari (attuata in sede nazionale e in sede locale);
- “formazione internazionale”.

La “formazione permanente”, in precedenza svolta dal CSM (IX Commissione), dall'autunno 2012 è passata gradualmente alla Scuola superiore della magistratura. L'inaugurazione delle attività formative presso l'unica sede di Villa Castel Pulci a Scandicci (Firenze) si è avuta il 15 ottobre 2012.

### Progressione di carriera
L'ordinamento giudiziario italiano, attualmente, stabilisce che la progressione economica dei magistrati si articola automaticamente per classi crescenti di anzianità, scandite dalle valutazioni periodiche di professionalità. È riconosciuta la possibilità di conseguire una classe retributiva superiore a quella spettante per anzianità, nel caso si ottenga l'attribuzione di funzioni superiori per concorso. La legge, ancora vigente, prevede in totale otto classi biennali con aumenti del 6 per cento. All'interno di ciascuna classe sono previsti degli scatti biennali che corrispondono al 2,50% dell'importo dello stipendio, e dove presente, della classe in godimento. I passaggi di classe prevedono il cosiddetto effetto trascinamento, in base al quale gli anni di carriera pregressa non possono essere persi ai fini economici e devono essere trascinati nelle posizioni e qualifiche successive, dal momento che non è possibile riconoscere un'anzianità economica inferiore a quella di servizio effettiva.
Attualmente gli avanzamenti di carriera in magistratura avvengono in base al positivo superamento di quadriennali valutazioni di professionalità, alcune delle quali (la I, la III dopo un anno, la V e la VII) determinano anche la progressione nelle classi retributive. I parametri utilizzati per verificare la professionalità del magistrato sono l'indipendenza, l'imparzialità e l'equilibrio – cosiddette precondizioni al corretto esercizio delle funzioni giurisdizionali – e i parametri di capacità, laboriosità, diligenza e impegno. Il procedimento prevede un parere redatto dal Consiglio giudiziario d'appartenenza e un giudizio definitivo ad opera del Consiglio Superiore della Magistratura. Il giudizio positivo determina il superamento della valutazione, il giudizio non positivo (che riscontri carenze in uno o più parametri) implica una nuova valutazione trascorso un anno, il giudizio negativo (per carenze gravi in uno o più parametri) determina un nuovo esame trascorsi due anni. In caso di nuovo giudizio negativo il magistrato è rimosso dall'ordine giudiziario.
Tale meccanismo è stato elaborato accogliendo le critiche al precedente sistema di progressione in carriera, basato esclusivamente sull'anzianità professionale senza tener conto della produttività, del merito e del grado di aggiornamento professionale. Non concorrono a determinare la progressione nelle varie classi l'assegnazione da parte del Consiglio Superiore della Magistratura degli incarichi semidirettivi o direttivi, poiché si ritiene che un sistema di nomine slegato dagli automatismi retributivi concorra ad attuare i valori costituzionali di autonomia e di indipendenza del singolo magistrato. Un siffatto sistema viene di sovente criticato, poiché determina una parità retributiva fra persone che hanno le medesime valutazioni di professionalità, in disparte dalle funzioni effettivamente esercitate. A ciò si potrebbe obiettare che il sistema, adottato pressoché in tutti gli Stati, in particolar modo quelli con una magistratura indipendente, permette a un magistrato di poter operare anche negli uffici giudiziari meno appetibili, evitando la fuga dei magistrati dagli uffici più disagiati. Esso, inoltre, garantisce una qualità del lavoro che la competitività tra operatori giudiziari comprometterebbe.

### Trattamento economico
La retribuzione complessiva del magistrato è la somma delle seguenti voci:
- stipendio;[43]
- indennità giudiziaria;[44]
- indennità ulteriormente previste dalla legge.[45]

Le ultime tabelle stipendiali sono state introdotte dalla legge 30 luglio 2007, n. 111; per tenere conto dell'effetto dell'inflazione, la retribuzione viene automaticamente adeguata su base triennale mediante un indice ISTAT che valuta la media degli aumenti stipendiali conseguiti, nel triennio precedente, dalle altre categorie del pubblico impiego Speciali incentivi economici e di carriera sono stati previsti dal decreto-legge 16 settembre 2008 n. 143 (convertito con modifiche nella legge 13 novembre 2008, n. 181) per i magistrati destinati alle cosiddette sedi disagiate. Con sedi disagiate si intendono quelle sedi giudiziarie rimaste vacanti all'esito delle ordinarie procedure di trasferimento e con percentuale di posti vacanti superiore alla media nazionale. Tali incentivi economici consistono in:
- un'indennità mensile: pari allo stipendio tabellare del magistrato ordinario con tre anni di anzianità;
- un'indennità di prima sistemazione (una tantum): pari a nove volte l'indennità integrativa speciale in godimento.

Con DPCM del 2009, per magistrati, avvocati e procuratori dello Stato, gli stipendi in vigore dal primo gennaio 2006, comprensivi dell'indennità integrativa speciale, vengono aumentati per il triennio del 10,13%, e, nel contempo, vengono riassorbiti gli aumenti già corrisposti per il 2007 e il 2009. In definitiva una valutazione sommaria delle retribuzioni mensili complessive al netto di tutte le ritenute e le trattenute, è il seguente:
| Qualifica | Stipendio annuo lordo (in €) |
| --- | ---------------------------- |
| Magistrato con funzioni direttive apicali giudicanti di legittimità (Primo presidente della Corte di cassazione) (HH09)                                                                                     | 78.474,39                    |
| Magistrato con funzioni direttive apicali requirenti di legittimità (Procuratore generale presso la Corte di cassazione) (HH08)                                                                             | 75.746,26                    |
| Magistrati con funzioni direttive superiori di legittimità (Presidente aggiunto e Procuratore generale aggiunto presso la Corte di cassazione, Presidente del tribunale superiore delle acque pubbliche) () | 73.018,13                    |
| Magistrati ordinari alla settima valutazione di professionalità (HH07) | 66.470,60                    |
| Magistrati ordinari dalla quinta valutazione di professionalità (HH06) | 56.713,83                    |
| Magistrati ordinari dopo un anno dalla terza valutazione di professionalità (HH05) | 50.521,10                    |
| Magistrati ordinari dalla prima valutazione di professionalità (HH04) | 44.328,37                    |
| Magistrati ordinari (HH03) | 31.940,23                    |
| Magistrati ordinari in tirocinio (HH01, HH02) | 22.766,71                    |

## Il ruolo della giurisprudenza nell'amministrazione del diritto
Qualsiasi provvedimento giurisdizionale deve essere fondato esclusivamente sul dettato legislativo, che il giudice è chiamato ad applicare utilizzando la sola lingua italiana e l'organizzazione strutturale del testo normativo ai sensi dell'articolo 12 delle disposizioni sulla legge in generale. I giudici, quindi tutti i magistrati, sono soggetti soltanto alla legge, ovvero in base alla lingua italiana sono "schiavi della legge" e non possono dare alla legge altro senso che quello che attribuisce ad essa la lingua italiana per due precise disposizioni normative:
- l'articolo 1 delle disposizioni sulla legge in generale indica come fonti del diritto solo: leggi regolamenti ed usi; quindi esclude categoricamente dalle fonti del diritto sia la giurisprudenza sia la dottrina, tale disposizione perentoria trova piena ed insindacabile conferma nell'articolo 118 delle disposizioni di attuazione del codice di procedura civile che in relazione alla motivazione della sentenza dispone quanto segue: 
  - La motivazione della sentenza di cui all’articolo 132, secondo comma, numero 4), del codice consiste nella succinta esposizione dei fatti rilevanti della causa e delle ragioni giuridiche della decisione, anche con riferimento a precedenti conformi. Debbono essere esposte concisamente e in ordine le questioni discusse e decise dal collegio ed indicati le norme di legge e i principi di diritto applicati. Nel caso previsto nell’articolo 114 del codice debbono essere esposte le ragioni di equità sulle quali è fondata la decisione. In ogni caso deve essere omessa ogni citazione di autori giuridici. La scelta dell’estensore della sentenza prevista nell’articolo 276 ultimo comma del codice è fatta dal presidente tra i componenti il collegio che hanno espresso voto conforme alla decisione.
  - In relazione a questo articolo va ricordato che dalla promulgazione della Costituzione, 1948, con l'introduzione dell'articolo 111 c. 1 (e dal 2000 con l'articolo 111 c. 6), ogni provvedimento giurisdizionale deve essere motivato, quindi quanto indicato nell'articolo 118 delle disposizioni di attuazione del codice di procedura civile si estende a tutti i provvedimenti giurisdizionali ai sensi dell'articolo 12 delle disposizioni sulla legge in generale
- l'articolo 71 della Costituzione Italiana che stabilisce con grande chiarezza che il potere di creare leggi appartiene al Governo, alle Camere ed a quegli organi ed enti che lo hanno ottenuto per espressa disposizione Costituzionale, quindi né l'ordine giudiziario né l'albo forense hanno tale potere.

Nel sistema di diritto vigente, la giurisprudenza non è ammessa tra le fonti del diritto e può essere citata solo in modo conforme (come si è visto con l'articolo 118 delle disposizioni di attuazione del codice di procedura civile): il giudice non può in alcun caso utilizzarla per relationem sostituendo le "motivazioni di diritto" a pena di nullità dell'atto. Dovrebbe essere di acclarata evidenza che il dare alle sentenze valore di determinazione del contenuto e del senso della legge di fatto costituisce un atto di "creazione della legge" che viene attuato da un soggetto, il giudice, a cui la Costituzione non ha attribuito tale potere.
Si potrebbe addirittura sostenere che se il giudice, o qualunque magistrato, si attribuisse il potere di interpretare la legge in base ad elementi che non sono dalla legge previsti (ovvero la sola lingua italiana) e assumesse decisioni giurisdizionali senza applicarla di fatto, applicando la legge in base alla sola lingua italiana, si verrebbe a concretizzare un fatto che produce un effetto che è previsto dalla legge come reato e per la precisione dall'articolo 283 c.p. per come modificato dall'articolo 83 legge 85/2006. Per altro verso, la funzione nomofilattica delle giurisdizioni superiori (ed in particolar modo della Corte di cassazione) consegue in via di fatto questo risultato di semi-cogenza del precedente, perché è assai probabile che l'organo sopraordinato in sede di impugnazione confermi la posizione che già espresse in casi analoghi, producendo così di fatto una preventiva adesione dell'organo sottordinato.
L'affermazione contenuta nell'articolo 101 Cost. "potrebbe essere letta sia nel senso di sostenere che l’interpretazione del giudice non possa andare al di là della legge, secondo l’impostazione tradizionale; sia nel senso che l’interpretazione del giudice è libera e non soggetta all’interferenza di altri poteri": l'avverbio "soltanto" rimanderebbe, innanzitutto, al concetto di indipendenza "esterna" del giudice, vale a dire all'indipendenza da qualsiasi interferenza estranea alla legge. Il giudice, in altre parole, deve accertare i fatti e, una volta accertati i fatti, deve ad essi applicare le leggi senza arbitrarietà, senza discrezionalità (se non quando consentita espressamente dalla legge) e senza subire interferenze da alcun potere esterno.

## Dati sugli organici
Gli organici, come gli accessi, sono separati tra giudici ordinari (civile e penali) ed altri tipi di giudici. Di seguito sono enunciati gli organici della magistratura ordinaria, a carico della tabella di bilancio del Ministero della giustizia e regolamentati dal Consiglio superiore della magistratura, dal quale dipende anche il collocamento fuori ruolo dei magistrati ordinari:
| Numero di posti | Carica |
| --------------- | --- |
| 1               | Magistrato con funzioni direttive apicali giudicanti di legittimità (Primo Presidente della Corte di Cassazione)                                                        |
| 1               | Magistrato con funzioni direttive apicali requirenti di legittimità (Procuratore generale presso la Corte di Cassazione)                                                |
| 2               | Magistrati con funzioni direttive superiori di legittimità (Presidente aggiunto della Corte di Cassazione, Procuratore generale aggiunto presso la Corte di Cassazione) |
| 1               | Presidente del Tribunale superiore delle Acque pubbliche |
| 59              | Magistrati con funzioni giudicanti e requirenti direttive di legittimità                                                                                                |
| 368             | Magistrati con funzioni giudicanti e requirenti di legittimità |
| 53              | Magistrati con funzioni direttive di merito di secondo grado, giudicanti e requirenti                                                                                   |
| 24              | Magistrati con funzioni direttive di merito di primo grado, elevate giudicanti e requirenti                                                                             |
| 393             | Magistrati con funzioni direttive di merito giudicanti e requirenti di primo grado                                                                                      |
| 9.207           | Magistrati con funzioni giudicanti e requirenti di merito di primo e di secondo grado e semidirettive di primo grado e di secondo grado                                 |
| ?               | Magistrati ordinari in tirocinio (MOT) |
| 10.109 + MOT    | Totale 10.151 togati (cfr tabella ruoli al 2008) |

Di seguito invece sono elencati gli organici delle altre magistrature; quelli dei giudici speciali sono a carico della tabella di bilancio della Presidenza del consiglio dei ministri e sono regolati dai rispettivi Consigli di Presidenza (della giustizia amministrativa, contabile o militare).
| Numero di posti | Carica                                                                        |
| --------------- | ----------------------------------------------------------------------------- |
| 7.852           | magistrati onorari (con 11.874 posti previsti in organico in totale)          |
| 493             | magistrati amministrativi (legge 186/1982)                                    |
| 603             | Corte dei conti (L. 20 dicembre 1961 n. 1345 e legge 26 febbraio 2004, n. 45) |

## Proposte di riforma
Dall'adozione della Costituzione della Repubblica Italiana nel 1948 in poi, sono state avanzate diverse proposte di riforma del potere giudiziario nonché dell'ordinamento giudiziario. Negli anni '80, la Commissione parlamentare bicamerale "Bozzi" del 1982 ha avviato discussioni sulla necessità di riformare la Costituzione, in ciò inclusi alcuni aspetti legati all'ordinamento giudiziario. Negli anni '90, ulteriori tentativi di riforma sono stati intrapresi, i quali sono culminati nella modifica del Titolo V della Costituzione avvenuta nel 2001 sebbene la riforma costituzionale riguardasse principalmente l'assetto delle autonomie locali.
Sin dai primi anni 2000, l'ala politica di centro-destra ha evocato la necessità di una separazione funzionale ed organizzazionale tra la magistratura requirente (ossia, gli uffici del pubblico ministero) e la magistratura giudicante (ossia, i magistrati chiamati a dirimere le controversie ed ad applicare il diritto).

### Separazione delle carriere
La separazione delle carriere tra magistratura requirente e giudicante rappresenta un tema ricorrente nel dibattito politico e giuridico italiano, inserendosi nel più ampio dibattito istuzionale quanto all'efficienza ed all'imparzialità degli apparati statali. 
Per i sostenitori, la proposta di separazione delle carriere si fonda sulla necessità di assicurare un giusto processo, eliminando possibili commistioni tra le funzioni di accusa e giudizio, mentre gli oppositori paventano il rischio di una magistratura non più indipendente, ma assoggettata agli altri due poteri dello Stato.

#### Contesto storico e precedenti progetti di riforma
Un primo riferimento storico risale al 1911, quando Giacomo Matteotti considerava necessaria la separazione delle funzioni o anche delle carriere in magistratura.
Un più recente riferimento storico, benché concepito fuori dal Parlamento e dai Partiti politici, è il Piano di rinascita democratica della loggia massonica Propaganda 2 (P2) che negli anni '80 prevedeva – tra gli altri interventi sulle Istituzioni – la separazione delle carriere requirente e giudicante.
(Testo del piano)
Il piano mirava a riformare l'ordinamento giudiziario attraverso criteri di selezione per merito, limiti di età per le funzioni di accusa e una rigida separazione delle funzioni giudicanti e requirenti.
Dal primo governo Governo Berlusconi I (1994) in poi, le forze politiche di centro-destra hanno ripetutamente avanzato proposte tendenti alla separazione delle carriere, sostenendone la necessità per garantire l'equilibrio tra le parti processuali nonché la terzietà del giudice. La separazione delle carriere e la riforma del CSM divennero parte del programma elettorale della coalizione di centro-destra alle elezioni politiche in Italia del 2022. Durante la campagna elettorale del 2022, Silvio Berlusconi aveva ribadito che l'equilibrio processuale richiede che il giudice non sia percepito come un amico o collega del pubblico ministero.
La riforma Castelli ha reso marginale il fenomeno del passaggio di funzioni fra giudici e pubblici ministeri: tra il 2011 e il 2016, il passaggio ha riguardato rispettivamente lo 0,21% dei requirenti e lo 0,83 dei giudicanti, laddove nella seconda metà degli anni Novanta erano nell’ordine rispettivamente del 6/8,5% e del 10/17% (dati ufficio statistico Csm).

#### La proposta di riforma del Governo Meloni
Sotto la XIX legislatura della Repubblica Italiana, il Governo Meloni ha depositato, il 26 gennaio 2023, un disegno di riforma costituzionale al Parlamento al fine di separare la carriera di magistrato giudicante da quella di magistrato requirente, e pertanto sdoppiare il Consiglio superiore della magistratura, i cui componenti sarebbero nominati con sorteggio, ed istituire un’Alta Corte disciplinare, riforme previste nel programma elettorale.

##### Dibattito politico
Secondo i suoi promotori, la riforma della magistratura è necessaria per garantire l'equo processo e assicurare la piena imparzialità del giudice. Gli oppositori intravedono, invece, un tentativo di ridurre l'indipendenza della magistratura e di rafforzare il controllo dell'esecutivo sul sistema giudiziario.
Gli oppositori ritengono che la separazione delle carriere lederebbe all'indipendenza del potere giudiziario, che rappresenta invece una garanzia costituzionale fondamentale, provocandone l'assoggettamento al potere esecutivo. In particolar modo, il pubblico ministero non vigilerebbe più all'osservanza delle leggi, alla pronta e regolare amministrazione della giustizia, alla tutela dei diritti dello Stato, delle persone giuridiche e degli incapaci quale soggetto imparziale, ma diverrebbe organo parziale, gerarchicamente posto alle dipendenze del Ministro della Giustizia.
Il 16 gennaio 2025, la maggioranza parlamentare e Italia Viva hanno respinto un ordine del giorno presentato da Valentina D'Orso che impegnava il Governo ad astenersi da iniziative volte a compromettere l'autonomia del pubblico ministero e a garantire il principio della dipendenza funzionale della polizia giudiziaria. Nella stessa seduta, è stato approvato un ordine del giorno presentato da Enrico Costa che impegna il governo a valutare la possibilità di prevedere concorsi separati per l'accesso alla magistratura.

##### La posizione del Consiglio Nazionale Forense e del CSM
Nel 2024 il Presidente del Consiglio Nazionale Forense, Francesco Greco, si è espresso in senso contrario al progetto di riforma, affermando che l'introduzione di due distinti concorsi di accesso alla magistratura requirente e giudicante sia il solo modo per pervenire alla separazione delle carriere. Sulla composizione del CSM, invece, si è espresso a favore del sorteggio, ma con un temperamento e a favore dell’istituzione dell’Alta Corte Disciplinare.
Nel gennaio 2025 il Consiglio superiore della magistratura si è espresso a larga maggioranza contro il disegno di riforma costituzionale, ritenendo che la separazione delle carriere comprometterebbe l'indipendenza della magistratura.
Ciononostante, parte della magistratura ha proposto delle misure alternative alla rigida separazione delle carriere. Tra queste, si annoverano l'obbligo per il pubblico ministero di astenersi dalle udienze nei casi in cui esista un rapporto di conoscenza consolidata con il giudice, nonché la previsione di sanzioni disciplinari per eventuali indebite comunicazioni tra le parti al di fuori dei contesti istituzionali, alla stregua di quanto già avviene nei confronti degli avvocati.
Nei Paesi in cui le carriere sono separate la pubblica accusa è sottoposta al controllo del governo.

##### Iter parlamentare
Il 16 gennaio 2025 la Camera dei deputati approva il testo della riforma.